# Engelbert Kaempfer
Pour les articles homonymes, voir Kaempfer.
Engelbert Kaempfer (1651–1716) est un médecin, naturaliste et voyageur allemand.
Il est célèbre pour avoir publié la première flore du Japon.

## Biographie

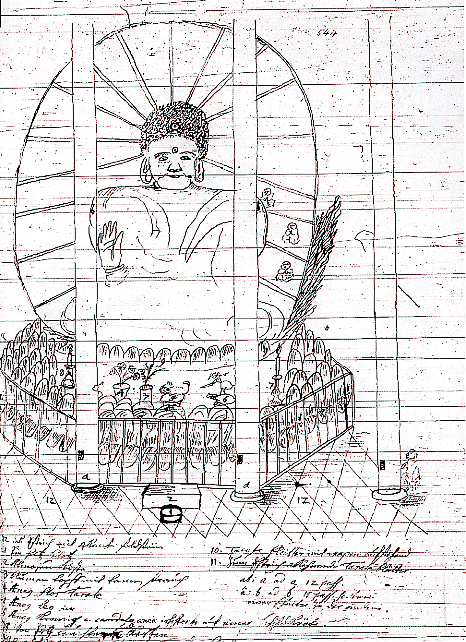
Croquis de Kaempfer de Kyoto Daibutsu

Né à Lemgo en Westphalie, il étudie à Königsberg, puis part en Suède, d'où il accompagne l'ambassadeur suédois en Perse.
Par la suite, il est médecin de la Compagnie néerlandaise des Indes orientales, visite le Siam, la Chine et le Japon (où il reste deux ans et rencontre par deux fois le shogun Tsunayoshi Tokugawa à Edo). Ses notes descriptives sur le Japon, les plus détaillées que l'on puisse connaître à l'époque sur sa civilisation, font l'objet d'un ouvrage en trois volumes, Histoire du Japon, publié en anglais, traduit ensuite en français, en néerlandais, en allemand et en russe.
Il rentre à Amsterdam en 1693 ; ensuite, à Lemgo, il devient le médecin du comte Frédéric-Adolphe de Lippe.
Il introduit l'acupuncture en Europe, ainsi que le premier plant de soja, en 1712. Il est le premier Européen à décrire le Ginkgo biloba dans son ouvrage Amœnitatum exoticarum en 1712, de façon si séduisante que ses successeurs à la Compagnie des Indes ont rapporté des plants de ginkgo en Europe.
Il est enterré dans l'église Saint-Nicolas de Lemgo (de).
Son herbier est conservé au British Museum.

## Écrits

### Publications traduites en français
- Histoire naturelle, civile et ecclésiastique de l'empire du Japon, trad. par Jean-Gaspar Scheuchzer d'après la traduction anglaise, t. 1, 1729

### Correspondance
- Engelbert Kaempfer correspondence, Electronic Enlightenment Project

## Compléments

### Éponymie
- Plusieurs espèces de plantes ou d'animaux sont nommés en son honneur, comme les fleurs du genre Kaempferia, le crabe araignée géant du Japon (Macrocheira kaempferi) ou le mélèze du Japon (Larix kaempferi).